# Gustav Hinrichs

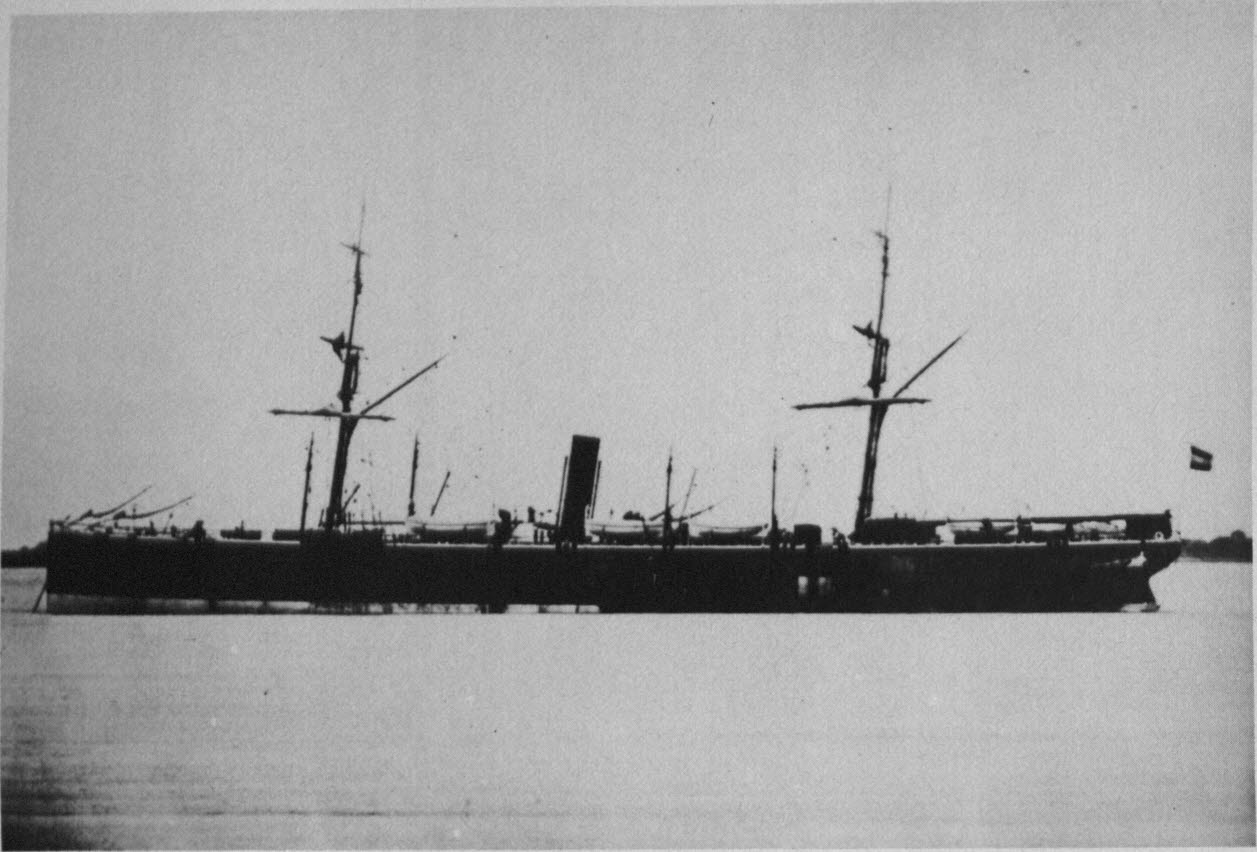
La Slesia (in servizio dal 1869 al 1887) su cui Hinrichs arrivò negli Stati Uniti

Gustav Ludwig Wilhelm Hinrichs,  in seguito anglicizzato in Hinricks, (Grabow, 10 dicembre 1850 – Mountain Lake, 26 marzo 1942, (91 anni)), è stato un direttore d'orchestra e compositore statunitense.

## Biografia
Gustav Hinrichs nacque a Grabow vicino a Ludwigslust, in Germania, da August Hinrichs e Sophie, nata Havekoss. Studiò musica, prima con il padre e poi con Marxsen ad Amburgo. All'età di quindici anni iniziò a studiare direzione d'orchestra. All'età di vent'anni era sufficientemente abile da ottenere una posizione come direttore d'orchestra negli Stati Uniti, dirigendo opere a San Francisco, New York e Filadelfia, dove fondò la sua compagnia d'opera. Le sue composizioni comprendono un'opera e una colonna sonora di accompagnamento al film muto del 1925 Il fantasma dell'opera.
Partendo da Amburgo via Le Havre, giunse negli Stati Uniti sulla Silesia il 4 aprile 1870. A San Francisco insegnò musica e diresse la Fabbri Opera e fu direttore musicale del Tivoli Opera House. Una delle opere che diresse lì è stata Il principe di Pilsen di Henry W. Savage. Nel 1881 fondò la San Francisco Philharmonic Society, precursore della San Francisco Symphony. La sua direzione dell'orchestra di nuova costituzione ricevette recensioni contrastanti. Mentre si trovava a San Francisco diresse la Grand Military Band al Carnevale degli autori dato per la Associated Charities di San Francisco, dal 18 ottobre al 28 ottobre 1880.
Nel 1885 si trasferì a New York dove divenne assistente direttore dell'American Opera Company sotto la direzione di Theodore Thomas.
Nel 1888 fondò a Filadelfia la Gustav Hinrichs Opera Company, che sopravvisse per dieci stagioni. Il 28 luglio 1890 ha prodotto e diretto la prima della sua opera, Onti-Ora. Diresse anche le prime americane di Cavalleria rusticana (9 settembre 1891), L'amico Fritz (8 giugno 1892), Les Pêcheurs de perles (1893) e Manon Lescaut (29 agosto 1894).  Diresse la prima esecuzione americana di Pagliacci a New York il 15 giugno 1893. Diresse anche Hänsel e Gretel a Filadelfia
Tornò a New York dove diresse e tenne una cattedra alla Columbia University dal 1895 al 1906 e insegnò al National Conservatory. Diresse al Metropolitan Opera per diverse stagioni dal 1899 al 1904 dirigendo Faust (19 ottobre 1899) nel teatro e Il barbiere di Siviglia (14 ottobre 1899) mentre il Met era in tournée a Syracuse, New York.
Dall'11 ottobre al 16 ottobre 1909 diresse La Loie Fuller and the Muses al National Theatre di Washington
Hinrichs tradusse Boccaccio, di Franz von Suppé, in inglese.
Era anche un arrangiatore molto attivo, orchestrando un gran numero di canzoni e altre opere di Rudolf Friml, Bizet, Gounod ed altri.

## Composizioni
Oltre alla sua opera Hinrichs scrisse un accompagnamento orchestrale al film muto del 1925 Il fantasma dell'opera. La colonna sonora non era pronta per la prima, ma fu completata in tempo per la sua uscita mondiale. Ha anche scritto una suite sinfonica e diverse composizioni per voce.

## Famiglia
Hinrichs nel 1897 sposò il soprano Katherine Fleming (nata a Texarkana, Contea di Miller, Arkansas, 27 gennaio 1870 - 10 luglio 1939). Ebbero due gemelle, Irene Fleming e Julia Gustava, il 1 giugno 1899. I suoi fratelli Julius e August erano rispettivamente un violoncellista e un violinista e vivevano e suonavano entrambi a San Francisco. August era il primo violino dell'orchestra Ye Liberty Playhouse di Oakland, in California. Gustav Hinrichs morì a Mountain Lakes, New Jersey, il 26 marzo 1942.

## Osservazioni
1. ↑  Da non confondere con Gustav Dethlef Hinrichs, un noto scienziato del XIX secolo, o Gustav Hinrichs di Berlino, uno storico e classicista tedesco che collaborò con i fratelli Grimm, oltre a molti dei suoi scritti,